# Indústria cinematográfica cristã
Indústria cinematográfica cristã é um termo genérico para filmes contendo uma mensagem temática cristã ou moral, produzidos por cineastas cristãos para um público do mesmo seguimento, ou até mesmo alguns filmes que são comercializados apenas para os cristãos. Elas são muitas vezes filmes interdenominacionais, mas também pode ser filmes de segmentação com uma denominação específica do cristianismo.
Os estúdios mainstreams têm produções populares de filmes com fortes mensagens do gênero ou histórias bíblicas, como Ben-Hur, The Ten Commandments, The Passion of the Christ, The Chronicles of Narnia: The Lion, the Witch and the Wardrobe, The Book of Eli, e Machine Gun Preacherare não fazem parte especificamente desta indústria, mas operam com orçamentos maiores e são distribuídos para o público mundial.
Muitos filmes da indústria cinematográfica cristã são produzidos para confessar abertamente o cristianismo, empresas independentes (ver: Filme independente) visam principalmente este público. Estes tem vindo a aumentar desde o sucesso da Sherwood Pictures, Fireproof, a maior bilheteria de filme independente de 2008.